# Алга Олександр Єгорович
 Олекса́ндр Єго́рович Алга́ (*27 листопада 1913, село Кошки-Новотімбаєво, Тетюшський район, Татарстан — †15 червня 1977, Чебоксари) — чуваський поет, перекладач, народний поет Чувашії (з 1970).

## Життєпис
1938 року закінчив Чуваський педагогічний інститут. Учасник Другої світової війни, під час якої вступив до КПРС (1943).
Літературну діяльність розпочав ще перед війною (у 1939 році вийшла його поема «Водяний млин», а у 1940 — поетичні збірки «Сонячний ранок» та «Вірші»). Після війни опублікував збірку «Чотири роки» (1947), повість у віршах із селянського життя «Мої земляки» (1955), роман про війну «Меч і серп» (перший том — 1968, другий — 1973).
Багато перекладав, зокрема з української. До першого чуваського видання «Кобзаря» Тараса Шевченка (Чебоксари, 1939) переклав поему «Гайдамаки» (опубліковано лише частину). Повністю поема ввійшла до другого видання «Кобзаря» (Чебоксари, 1954). Переклав також вірші Тараса Шевченка «Минули літа молодії», «Хоча лежачого й не б'ють», «О люди! Люди небораки», «Доля», «І день іде, і ніч іде» та уривок з поеми «Никита Гайдай».
Серед його перекладацького доробку — повість-казка Марка Вовчка «Дев'ять братів і десята сестриця Галя», роман Ю. Збанацького «Сеспель» (про видатного чуваського поета Мішші Сеспеля, чиє життя було пов'язане з Україною), твори І. Франка, П. Тичини, В. Сосюри, М. Стельмаха, трагедію В. Шекспіра «Гамлет», твори Пушкіна, Лермонтова, Некрасова.
Українською мовою твори Алги перекладали М. Гірник, В. Швець, В. Лагода, О. Новицький. Українські переклади його віршів публікувалися, зокрема у колективній збірці «Весняний вітер» (Київ, 1961).
Образ Шевченка змалював у вірші «Співець свободи» (1939), в якому говорить про значення творчості Шевченка для української і світової літератури.